# بشقابی آریایی
بشقابی آریایی، بشقابی صخره‌روی (نام علمی: Scutellaria ariana) نام یک گونه از سرده بشقابی است.